# Anténór z Atén

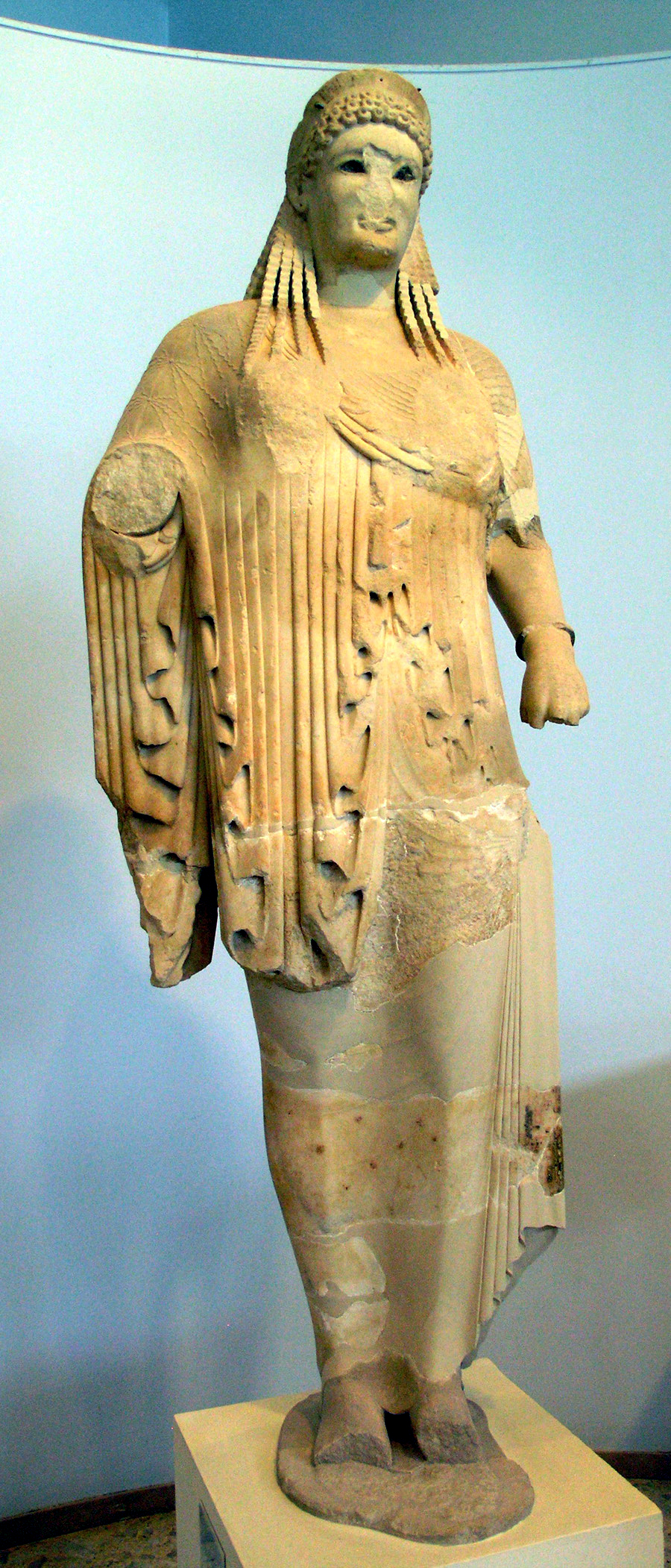
Kora (681) z aténské Akropole, dílo Anténóra a jeho otce Eumara, Muzeum Akropole, Athény

Anténór (starořecky Ἀντήνωρ, působil kolem roku 520 před Kr.) byl řecký sochař z přelomu 6. a 5. století před Kr. Působil v Athénách a byl činný přibližně v letech 530 až 500 před Kr. Vytvořil slavné bronzové sousoší Harmodia a Aristogeitóna (známé i pod jménem Tyranobijci; zobrazení mužové v roce 514 př. Kr. zabili aténského tyrana Hipparcha). Toto dílo po pádu Atén v roce 480 před Kr. odvezli Peršané, ale už kolem roku 477 před Kr. bylo nahrazeno novým sousoším od sochařů Kritia a Nésióta, které ve druhém století obdivoval i řecký cestovatel Pausanias. Anténórovo původní dílo je ztraceno, neznáme jeho podobu (bylo zřejmě vytvořeno ještě v archaickém stylu). Anténór se pravděpodobně zasloužil i o výzdobu východního štítu Apolónova chrámu v Delfách.
Z jeho děl se zachovala socha kory č. 681 z aténské Akropole. Na podstavci měla nápis, který hlásal, že její tvůrci byli sochař Anténór a jeho otec Eumaros, slavný malíř (v té době byly totiž všechny řecké sochy polychromované). Socha zobrazuje ženský ekvivalent kúra, pochází z období kolem roku 520 před Kr. a představuje ještě typický styl řeckého archaického sochařství. Majestátní působící, přes dva metrů vysoká socha je důkazem architektonického chápání lidské postavy, což zdůrazňuje i ztuhlost drapérie a přísná frontálnost.
Na aténské Akropoli se našlo přes sedmdesát archaických soch těchto dívek (kor). Vytvořili je v 6. století před Kr. Jsou většinou zobrazeny v rouchu s krásnými záhyby a s květem nebo obětní nádobou v ruce a zdá se, jakoby byly připraveny tančit na počest některé z bohyň. Všechny oživuje záhadný „archaický úsměv“.